# Premi Alfaguara de novel·la
El Premi Alfaguara de novel·la en llengua castellana ho va crear en 1965 l'editorial Alfaguara (fundada un any abans per l'escriptor Camilo José Cela) i es va seguir convocant fins a 1972. La seua dotació econòmica era de 200.000 pessetes.
En 1980 l'editorial Alfaguara va ser comprada pel Grup Santillana i, després de vint-i-cinc anys d'absència, en 1998 es va tornar a convocar el premi de forma anual amb una forta vocació llatinoamericana i una quantia econòmica de 175.000 dòlars. El guardó es falla en la seu del Grup Santillana a Madrid entre els mesos de febrer i març i es lliura un mes més tard.
L'obra guanyadora es distribueix simultàniament a Espanya, Llatinoamèrica i Estats Units i açò, al costat de la qualitat de les obres guardonades, li ha conferit gran prestigi.
Com dada curiosa, l'escriptor Manuel Vicent ha obtingut aquest guardó en dues ocasions, en 1966 amb l'obra Pascua y naranjas i en 1999 amb Son de mar, que va ser adaptada al cinema dos anys més tard pel director Bigas Luna.

## Guanyadors del Premi Alfaguara de novel·la
| Any       | Novel·la guanyadora            | Autor                     | Nacionalitat           |
| --------- | ------------------------------ | ------------------------- | ---------------------- |
| 1965      | Las corrupciones               | Jesús Torbado Carro       | Espanya                |
| 1966      | Pascua y naranjas              | Manuel Vicent             | València               |
| 1967      | Fauna                          | Héctor Vázquez-Azpiri     | Espanya                |
| 1968      | Corte de corteza               | Daniel Sueiro             | Espanya                |
| 1969      | Desert                         | Desert                    | Desert                 |
| 1970      | Todas esas muertes             | Carlos Droguett           | Xile                   |
| 1971      | Leña verde                     | Luis Berenguer            | Espanya                |
| 1972      | Florido mayo                   | Alfonso Grosso            | Espanya                |
| 1973-1997 | No es convoca el premi         | No es convoca el premi    | No es convoca el premi |
| 1998      | Caracol Beach                  | Eliseo Alberto            | Cuba                   |
| 1998      | Margarita, está linda la mar   | Sergio Ramírez            | Nicaragua              |
| 1999      | Son de mar                     | Manuel Vicent             | València               |
| 2000      | Últimas noticias del paraíso   | Clara Sánchez             | Espanya                |
| 2001      | La piel del cielo              | Elena Poniatowska         | Mèxic                  |
| 2002      | El vuelo de la reina           | Tomás Eloy Martínez       | Argentina              |
| 2003      | Diablo guardián                | Xavier Velasco            | Mèxic                  |
| 2004      | Delirio                        | Laura Restrepo            | Colòmbia               |
| 2005      | El turno del escriba           | Graciela Montes Ema Wolf  | Argentina              |
| 2006      | Abril rojo                     | Santiago Roncagliolo      | Perú                   |
| 2007      | Mira si yo te querré           | Luis Leante               | Espanya                |
| 2008      | Chiquita                       | Antonio Orlando Rodríguez | Cuba                   |
| 2009      | El viajero del siglo           | Andrés Neuman             | Espanya · Argentina    |
| 2010      | El arte de la resurrección     | Hernán Rivera Letelier    | Xile                   |
| 2011      | El ruido de las cosas al caer  | Juan Gabriel Vásquez      | Colòmbia               |
| 2012      | Una misma noche                | Leopoldo Brizuela         | Argentina              |
| 2013      | La invención del amor          | José Ovejero              | Espanya                |
| 2014      | El mundo de afuera             | Jorge Franco              | Colòmbia               |
| 2015      | Contigo en la distancia        | Carla Guelfenbein         | Xile                   |
| 2016      | La noche de la Usina           | Eduardo Sacheri           | Argentina              |
| 2017      | Rendición                      | Ray Loriga                | Espanya                |
| 2018      | Una novela criminal            | Jorge Volpi               | Mèxic                  |
| 2019      | Mañana tendremos otros nombres | Patricio Pron             | Argentina              |
| 2020      | Salvar el fuego                | Guillermo Arriaga         | Mèxic                  |
| 2021      | Los abismos                    | Pilar Quintana            | Colòmbia               |
| 2022      | El tercer paraíso              | Cristian Alarcón Casanova | Xile                   |
| 2023      | Cien cuyes                     | Gustavo Rodríguez         | Perú                   |